# Höffgen (Bergisch Gladbach)
Höffgen ist ein Ortsteil im Stadtteil Refrath von Bergisch Gladbach.

## Geschichte

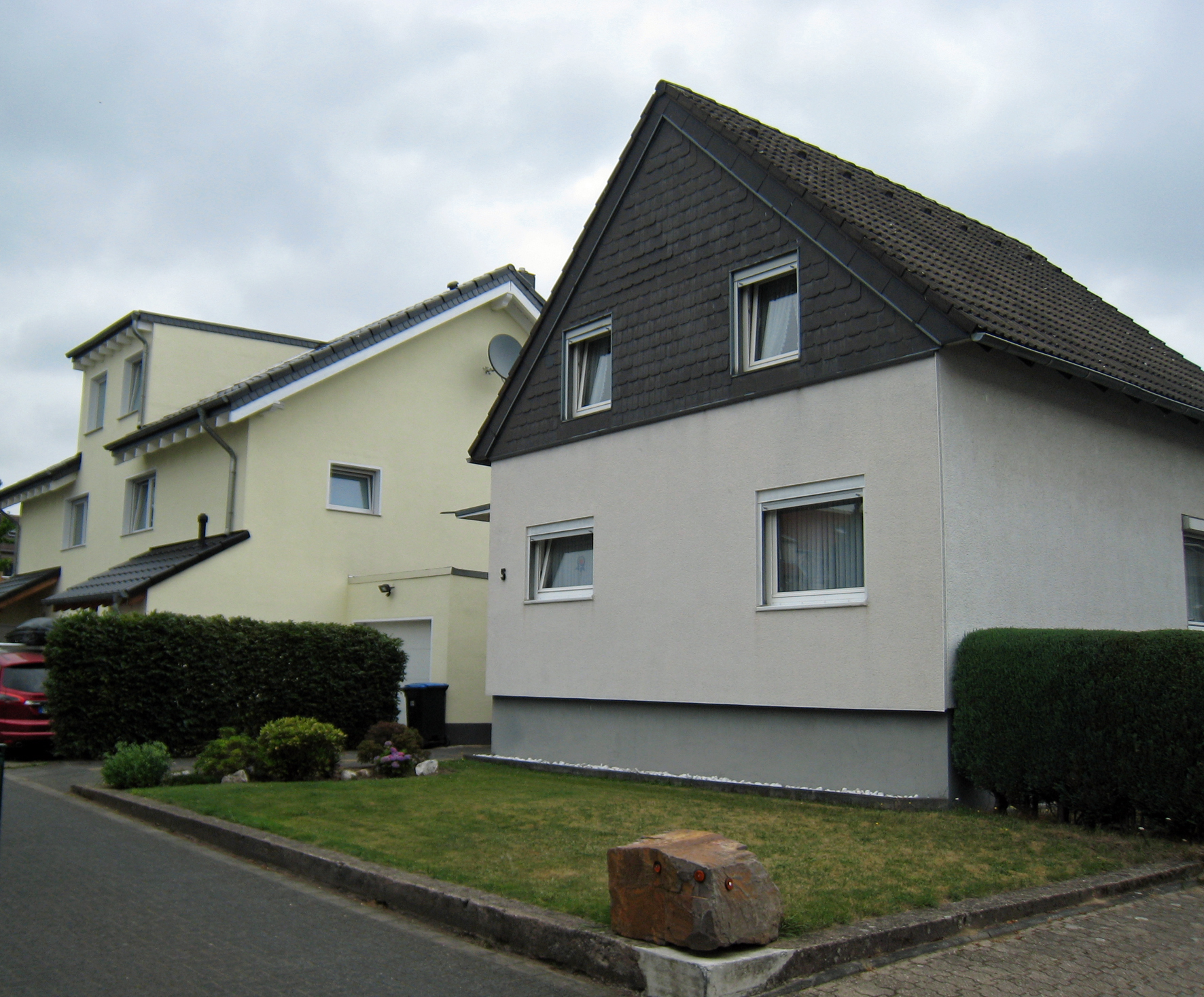
Häuser in Höffgen

Der Siedlungsname Höffgen greift in einer mundartlichen Nebenform die alte Gewannenbezeichnung Auf den Höfen auf. Diese verzeichnet das Urkataster östlich von Vürfels. Der Flurname bezog sich auf das hochmittelalterliche Weidenpescher Gut, das im Bereich des Gewannes als Köttersgut des Vürfelser Hofes angelegt war. Höffgen/Höfchen leitet sich al Diminutiv von Höfen aus dem mittelhochdeutschen „hof“ (= Hof, Wohnstätte, Besitz) her. Es bezeichnet ein kleines landwirtschaftliches Anwesen.